# Confess
Confess – amerykański romans autorstwa Colleen Hoover. Została wydana w 2015. W Polsce ukazała się nakładem Wydawnictwa Otwarte 10 maja 2017. Powieść zajęła dziesiąte miejsce na liście bestsellerów The New York Timesa. Zdobyła też nagrodę Goodreads Choice Awards w kategorii romance w 2016. W Polsce została nominowana przez portal Lubimyczytać.pl do Książki Roku 2017 w kategorii literatura obyczajowa i romans. Powieść opowiada historię miłości Auburn oraz młodego malarza, Owena.
Zarówno w polskim, jak i amerykańskim wydaniu powieści można znaleźć abstrakcyjne obrazy namalowane przez Danny'ego O'Connora. Malarz wykonał także prace wykorzystane w serialu z 2017 na podstawie książki pod tym samym tytułem co pierwowzór.

## Fabuła
Auburn od niedawna mieszka w Teksasie. Szukając dodatkowej pracy trafia na ogłoszenie młodego malarza, Owena. Mężczyzna szuka osoby, która pomoże mu w organizacji aukcji jego prac. Pod swoją pracownią malarz zbiera wyznania różnych osób, wykorzystując je jako inspiracji do malowania. Auburn, oczarowana młodym mężczyzną i jego podejściem do sztuki, prędko zaczyna się w nim zakochiwać.